# Campionato asiatico femminile di pallacanestro 1986
L'11º Campionato Asiatico Femminile di Pallacanestro FIBA (noto anche come FIBA Asia Championship for Women 1986) si è svolto a Kuala Lumpur in Malaysia dal 1º all'8 giugno 1986.
I Campionati asiatici femminili di pallacanestro sono una manifestazione biennale tra le squadre nazionali organizzato dalla FIBA Asia.

## Squadre partecipanti
- Corea del Sud
- Giappone
- Cina
- India
- Taiwan
- Siria
- Thailandia
- Malaysia
- Indonesia
- Singapore

## Turno preliminare

### Girone A
| Squadra       | Partite disputate | Vinte | Perse | Punti fatti | Punti subiti | Differenza | Punti |
| ------------- | ----------------- | ----- | ----- | ----------- | ------------ | ---------- | ----- |
| Corea del Sud | 4                 | 4     | 0     | 487         | 137          | +350       | 8     |
| Giappone      | 4                 | 3     | 1     | 379         | 169          | +210       | 7     |
| Malaysia      | 4                 | 2     | 2     | 163         | 315          | -152       | 6     |
| Singapore     | 4                 | 1     | 3     | 172         | 331          | −159       | 5     |
| Indonesia     | 4                 | 0     | 4     | 162         | 411          | −249       | 4     |

### Girone B
| Squadra    | Partite disputate | Vinte | Perse | Punti fatti | Punti subiti | Differenza | Punti |
| ---------- | ----------------- | ----- | ----- | ----------- | ------------ | ---------- | ----- |
| Cina       | 4                 | 4     | 0     | 528         | 173          | +355       | 8     |
| Taiwan     | 4                 | 3     | 1     | 371         | 265          | +106       | 7     |
| Thailandia | 4                 | 2     | 2     | 215         | 338          | -123       | 6     |
| Siria      | 4                 | 1     | 3     | 169         | 367          | −198       | 5     |
| India      | 4                 | 0     | 4     | 238         | 478          | −240       | 4     |

## Fase finale

### Settimo-Decimo posto
| Squadra   | G | V | P | PF  | PS  | DP  | P.ti |
| --------- | - | - | - | --- | --- | --- | ---- |
| India     | 3 | 2 | 1 | 212 | 166 | +46 | 5    |
| Singapore | 3 | 2 | 1 | 187 | 154 | +33 | 5    |
| Siria     | 3 | 2 | 1 | 181 | 174 | +7  | 5    |
| Indonesia | 3 | 0 | 3 | 148 | 234 | −86 | 3    |

### Primo-Sesto posto
| Squadra       | G | V | P | PF  | PS  | DP   | P.ti |
| ------------- | - | - | - | --- | --- | ---- | ---- |
| Cina          | 5 | 5 | 0 | 538 | 256 | +282 | 10   |
| Corea del Sud | 5 | 4 | 1 | 450 | 287 | +163 | 9    |
| Taiwan        | 5 | 3 | 2 | 402 | 321 | +81  | 8    |
| Giappone      | 5 | 2 | 3 | 423 | 316 | +107 | 7    |
| Thailandia    | 5 | 1 | 4 | 235 | 538 | -303 | 6    |
| Malaysia      | 5 | 0 | 5 | 155 | 485 | −330 | 5    |

## Classifica finale
| Posizione | Squadra       | Vinte/Perse |
| --------- | ------------- | ----------- |
| Oro       | Cina          | 8-0         |
| Argento   | Corea del Sud | 7-1         |
| Bronzo    | Taiwan        | 6-2         |
| 4         | Giappone      | 4-4         |
| 5         | Thailandia    | 3-5         |
| 6         | Malaysia      | 1-7         |
| 7         | India         | 3-5         |
| 8         | Singapore     | 4-3         |
| 9         | Siria         | 2-5         |
| 10        | Indonesia     | 0-6         |

## Campione d'Asia
| Campione d'Asia | Campione d'Asia | Campione d'Asia | Campione d'Asia |
| --------------- | --------------- | --------------- | --------------- |
| Cina            |                 |                 |                 |